# Флоке, Шарль
Шарль Тома́ Флоке́ (фр. Charles Thomas Floquet; 5 октября 1828, Сен-Жан-Пье-де-Пор, Атлантические Пиренеи — 19 января 1896, Париж) — французский учёный, политик и государственный деятель, возглавлял кабинет министров Франции с 3 апреля 1888 по 22 февраля 1889 года.

## Биография
Был деятельным участником борьбы на баррикадах во время революции 1848 года, которая вспыхнула, когда он только что окончил курс в лицее.
Затем он поступил в основанную незадолго до этого «административную школу».
2 декабря 1851 года Флоке был одним из тех, кто пытался организовать сопротивление государственному перевороту, но не сыграл особенно видной роли и потому после торжества Наполеона III не подвергся преследованиям.
В качестве адвоката Флоке особенно охотно брал на себя защиту по политическим и литературным процессам. Шарль активно сотрудничал с оппозиционными газетами «Temps», «Siècle» и другими.
В 1863 и 1869 годах Флоке выступал кандидатом республиканцев на выборах в законодательный корпус, но неудачно.
В 1864 году Флоке как участник Парижского республиканского комитета был замешан в так называемый «процесс 13» (вместе с Ж. Ферри, И. Карно, Л. Гарнье Пажесом и др.) по обвинению в устройстве незаконной ассоциации, присужден к 500 франкам штрафа.
Некоторыми считается, что в 1867 году, во время посещения российским императором Александром II Дворца Правосудия в Париже, Флоке воскликнул громко, так, чтобы император слышал: «Да здравствует Польша, месье» (фр. Vive la Pologne, Monsieur!). Сам же Флоке утверждал: «Я сказал „Да здравствует Польша!“, и когда царь обернулся, то Морис Жоли вдруг своим зычным голосом протрубил „Да! Да здравствует Польша, месье!“, самым ужасным образом сделав ударение на последнем слове». Флоке это утверждал, когда подписывал гранки собственной биографии в тираж..
В 1870 году Шарль Флоке выступил гражданским истцом семьи Виктора Нуара, убитого принцем Пьером Бонапартом.
Революция 4 сентября 1870 года доставила Флоке пост помощника парижского мэра Этьена Араго, но уже 31 октября 1870 года ему, как и Араго, пришлось выйти в отставку вследствие выпущенной ими прокламации, в которой они требовали назначения муниципальных выборов.
8 февраля 1871 года был избран в Национальное собрание, в котором занял место в крайней левой партии; голосовал против мирных прелиминарий.
Когда началось восстание Парижской коммуны, Флоке вместе с некоторыми другими депутатами, мэрами и др. делал попытки склонить правительство к уступчивости и таким образом предотвратить кровопролитие. Когда его посредничество не достигло цели, он сложил с себя депутатские полномочия и все время гражданской войны провел в Париже, не принимая, однако, участия в коммуне и действуя по возможности примирительным образом. После падения коммуны он был арестован как коммунар, но вскоре освобождён.
В июле 1871 года выступал кандидатом в Национальное собрание, но не был избран. С 1872 по 1876 год Флоке был сначала членом, а потом вице-президентом и президентом муниципального совета Парижа.
В 1876 году Флоке избран в Палату депутатов и переизбран в 1877 и 1881 годах и вновь занял место на крайней левой скамье; где голосовал за полную амнистию коммунарам; был в числе 363 депутатов, боровшихся с кабинетом Брольи-Фурту. Возглавил Республиканский союз в парламенте.
При Гамбетте был назначен префектом департамента Сены и потому сложил с себя депутатские полномочия, но скоро сложил с себя эту должность и в конце 1882 года вновь избран в палату депутатов, где присоединился к группе левых радикалов; переизбран в неё в 1885 и 1889 годах.
С 1885 по 1888 год — председатель Палаты депутатов. На этом посту он обнаружил полное беспристрастие и замечательное искусство руководить прениями. Занятие им министерской должности долгое было невозможно вследствие выходки, когда-то сделанной им во время визита императора Александра II, но Флоке усиленно старался заслужить прощение со стороны русского правительства и наконец в начале 1888 года добился его при посредстве министра иностранных дел Флуранса (в кабинете Тиpapa), который официально представил его русскому послу Моренгейму.
3 апреля 1888 года Шарль Флоке сформировал кабинет министров из членов радикальной партии; в его состав вошли Рене Гобле (мин. иностр. дел), Шарль Фрейсине (военный), Пейтраль (финансов), Локруа (народного просв.). Сам Флоке стал министром внутренних дел. Это было время усиленной агитации буланжистов, в борьбе с которой оппортунистический кабинет оказался бессильным; коалиция монархистов, буланжистов и радикалов низвергла кабинет Пьера Тиpapа, поставив требование о пересмотре конституции, которому он противился. Таким образом, этот пересмотр делался как бы обязанностью кабинета Флоке, хотя в действительности палата вовсе его не желала и если поддерживала радикальный кабинет, то только из боязни генерала Жоржа Буланже.
С своею главной задачей — борьбой с буланжизмом — министерство Флоке справилось далеко не удовлетворительно: Буланже одерживал один избирательный триумф за другим. В заседании палаты депутатов 12 июля 1888 года Флоке сказал, что генерал Буланже привык тереться в прихожих разных принцев и епископов, на что Буланже ответил, что Флоке бесстыдно лжёт. На следующий день между ними состоялась дуэль на шпагах, во время которой Шарль Флоке нанес генералу серьёзную рану.
В феврале 1889 года Флоке провёл через Палату депутатов (принятый позднее и Сенатом) новый избирательный закон, отменявший департаментские избирательные списки (scrutin de liste) и восстановлявший выборы по округам, притом с запрещением множественных кандидатур. Закон этот, по условиям времени, был направлен специально против Буланже и цели своей вполне достиг, воспрепятствовав Буланже устроить плебисцит на своем имени.
В том же феврале 1889 года Флоке внёс проект пересмотра конституции (сенат и палата депутатов, избираемые всеобщей подачей голосов и возобновляемые по третям каждые 2 года; министерство, назначаемое президентом республики на определённый срок, с уголовной ответственностью перед палатой депутатов, и т. д.), но он был отвергнут 307 голосами против 218. В большинстве против голосовали все умеренные элементы палаты вместе с буланжистами. После этого Флоке немедленно подал в отставку.
Во время управления Флоке произошёл крах «Всеобщей компании межокеанского канала», которое в конце 1888 года оказалось не в состоянии уплатить текущих платежей по облигациям. Министерство употребило все усилия, чтобы спасти общество от окончательного разорения. Тогда публика знала только это; но позднее, в 1892 году, панамские разоблачения коснулись и Флоке, сильно повредив его репутации. Шарль Лессепс показал, что он не только знал о всём, что делалось в Панамской компании, но даже пользовался её средствами, хотя и не лично для себя, а для агитации против буланжистов, для которой по его указаниям было выдано 300 000 франков. Флоке отрицал справедливость этого последнего обвинения, но признал, что положение дел в компании не было для него тайной. Ввиду того, что он в своё время скрывал это положение от глаз публики и показание Лессепса при всей голословности не было вполне опровергнуто, общественное мнение отнеслось к Флоке крайне сурово. Выбиравшийся президентом палаты 4 года подряд с 1889 по 1892 годах, он не был переизбран в 1893 году и в том же году забаллотирован на общих выборах в палату. В следующем году Флоке был избран в Сенат, но крупной политической роли более не играл.
Его речи изданы Faivre’ом: «Discours et opinions de M. Ch. F.» (П., 1885).
Шарль Флоке скончался 19 января 1896 года в Париже.